# Bocktjärnen, Lappland
Bocktjärnen är en sjö i Sorsele kommun i Lappland och ingår i Umeälvens huvudavrinningsområde. Sjöns area är 0,038 kvadratkilometer och den är belägen 429 meter över havet.